# Joachim H. Peters

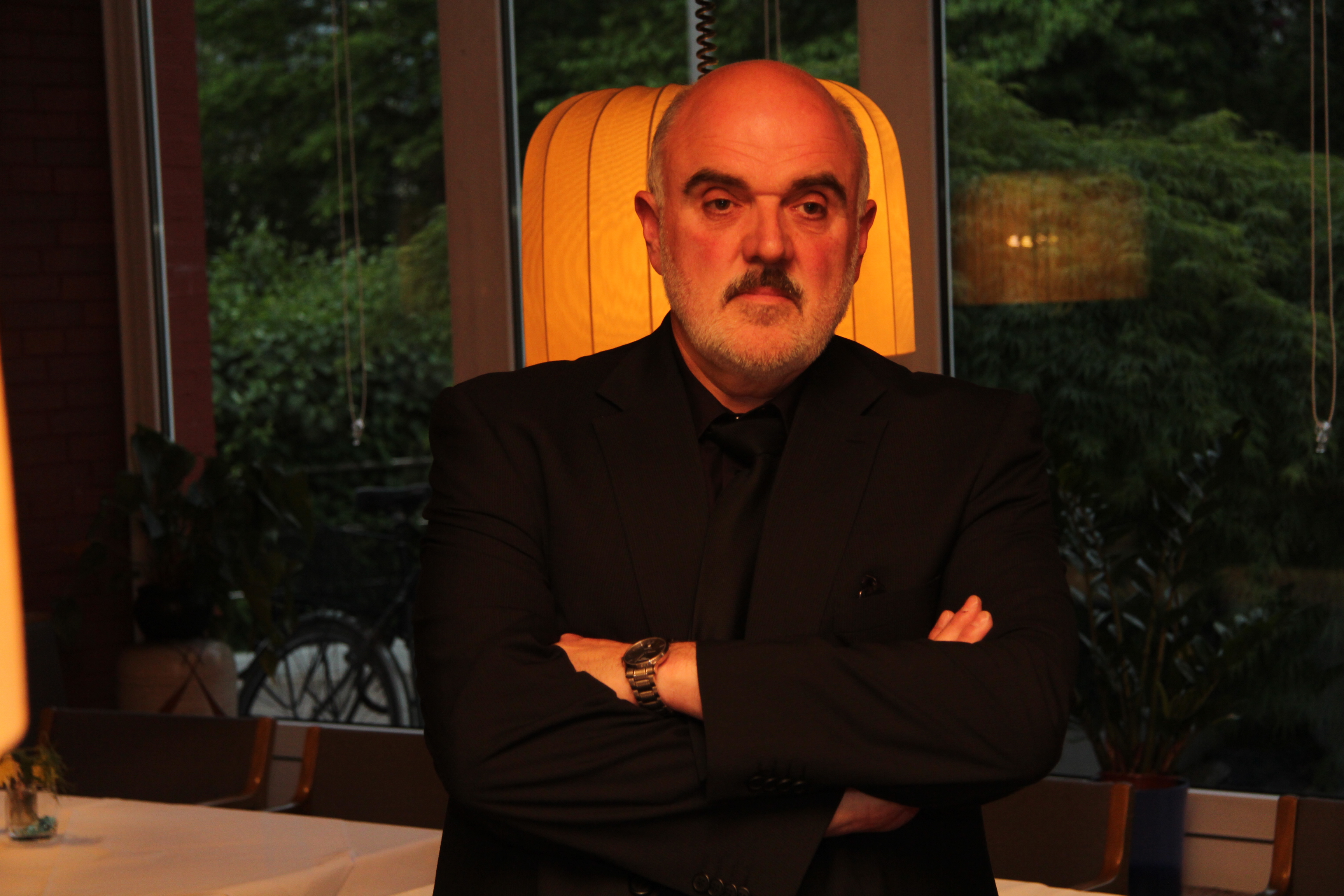
Joachim H. Peters

Joachim H. Peters (* 21. September 1958 in Gladbeck) ist ein deutscher Polizeibeamter, Schriftsteller und Kabarettist.

## Leben
Peters besuchte die Realschule in Gladbeck. Anschließend folgte bis 1978 die Ausbildung bei der Polizei Nordrhein-Westfalen. Nachfolgend arbeitete er erst in Oberhausen und später im Kreis Recklinghausen. Im Jahr 2004 zog er in den Kreis Lippe. Dort war der Kriminalhauptkommissar auch tätig. Am neuen Wohnort kam er mit den Lippe Krimis in Berührung und verfasste zunächst einige Kurzgeschichten.
Sein Debütkrimi Koslowski und der Schattenmann veröffentlichte er im Jahre 2009. In dieser Reihe erschienen weitere Werke. Mit dem Roman Moorbad begann im Jahr 2012 die Reihe der Bäderkrimis. Peters ist Mitglied in der Vereinigung Syndikat der deutschsprachigen Krimiautoren. Außerdem ist er auch auf der Bühne unter anderem als Moderator und Kabarettist mit eigenen Programmen und im selbstgeschriebenen Ein-Personen-Stück Ein Traum in einem Traum als Edgar Allan Poe über dessen Leben und Tod aktiv. Peters ist verheiratet und lebt in Oerlinghausen.
Der pensionierte Kriminalhauptkommissar ist seit 2020 im Ruhestand.

## Werke

### Reihe Ermittler Koslowski
- Koslowski und der Schattenmann, Verlag Topp + Möller, Detmold 2009, ISBN 978-3-936867-32-9
- Kein Raki für Koslowski, Verlag Topp + Möller, Detmold 2010, ISBN 978-3-936867-34-3
- Koslowski und die lebenden Puppen, Verlag Topp + Möller, Detmold 2011, ISBN 978-3-936867-38-1
- Ruhe sanft, Koslowski, Verlag Topp + Möller, Detmold 2012, ISBN 978-3-936867-40-4
- Koslowski und der Skorpion, Verlag Topp + Möller, Detmold 2013, ISBN 978-3936867-46-6
- Koslowski – Schatten der Vergangenheit, Verlag Topp + Möller 2014, Detmold, ISBN 978-3-936867-54-1
- Koslowski – Schwanengesang, Verlag Topp + Möller, Detmold 2015, ISBN 978-3-936867-63-3
- Zum Sterben nach Lippe, Verlag Topp + Möller, Detmold 2016, ISBN 978-3-936867-67-1
- Führergold, Verlag Topp + Möller, Detmold 2017, ISBN 978-3-936867-73-2
- Koslowski und der Rabe, ProLibris Verlag, Kassel 2019, ISBN 978-3-95475-201-0
- Fluchtpunkt Norderney, ProLibris Verlag, Kassel 2021, ISBN 978-3-95475-224-9
- Wer stirbt schon gern auf Norderney?, ostwestfaelisch.de – Verlag M. Borner, Gütersloh 2023, ISBN 978-3-9820157-8-1
- Der Teufel tanzt auf Norderney, ostwestfaelisch.de – Verlag M. Borner, Gütersloh 2025, ISBN 978-3-9826557-3-4

### Reihe Bäderkrimis
- Moorbad, Verlag Topp + Möller, Detmold 2012, ISBN 978-3-936867-41-1
- Miss Marples Erben, Verlag Topp + Möller, Detmold 2013, ISBN 978-3-936867-45-9
- Schinken, Mord und Spätzle, Otio Verlagsbuchhandlung, Detmold 2015, ISBN 978-3-9817611-0-8

### Reihe Kommissar Jürgen Kleekamp / Paderborn-Krimis
- Sterben tun immer die anderen, Verlag Topp + Möller, Detmold 2014, ISBN 978-3-936867-52-7
- Teufel ohne Alibi, Verlag Topp + Möller, Detmold 2015, ISBN 978-3-936867-61-9
- Verachtung ist der wahre Tod, Prolibris Verlag, Kassel 2019, ISBN 978-3-95475-186-0
- Der Tod der blauen Wale, ProLibris Verlag, Kassel 2020, ISBN 978-3-95475-219-5
- Die Hölle ist leer. Paderborn-Krimi, ostwestfaelisch.de – Verlag M. Borner, Gütersloh 2022, ISBN 978-3-9820157-6-7

### Einzelwerke
- Bier mit Schuss (Hrsg., nicht Autor), ProLibris Verlag, Kassel 2019, ISBN 978-3-95475-200-3
- On the Road to Dingsbums, KBV, Hillesheim 2024, ISBN 978-3-95441-698-1

## Rezensionen
- Sterben tun immer die Anderen: WDR 4, Rezensentin: Cathrin Brackmann, „…ist wohltuend anders als die übliche Regio-Krimi-Kost.“[6]